# Parilia (geslacht)
Parilia is een geslacht van kreeftachtigen uit de klasse van de Malacostraca (hogere kreeftachtigen).

## Soorten
- Parilia alcocki Wood-Mason, in Wood-Mason & Alcock, 1891
- Parilia major Sakai, 1961
- Parilia ovata Chen, 1984
- Parilia tuberculata Sakai, 1961